# Arcikněz
Arcikněz (lat. archipresbyter, řecky ἀρχιπρεσβύτερος archipresbýteros, česky též arcipryšt) je starobylý titul kněží v různých církvích. Označení se užívá v katolické, starokatolické církvi i v pravoslaví (zde také nazýván protopresbyter), přičemž skutečné úřady, které kněží s tímto titulem spravují jsou značně rozmanité.
Nejprve (ve 4. století) se objevují při katedrálách jako zástupci biskupa, od 6. století byli ustanovováni při důležitějších kostelích jako nižší stupeň biskupské správy. Různé správní reformy nakonec vedly v katolické správy k zániku arcikněží jako úředníků a jedná se o zvykový titul představitele vikariátů diecéze (spolu s děkany, případně okrskovými vikáři). Arcikněz jako představitel katedrálních kapitul může být předchůdcem kapitulního probošta, resp. děkana.
Česká pravoslavná církev užívá titulu okružní protopresbyter ve smyslu arcikněze, tedy toho, který dohlíží nad několika dalšími faráři (obdoba katolického děkana).

## V českých zemích
V českých zemích jsou arcikněží doloženi krátce jako představení velkofar (tyto velké fary sídlily na hradech hradské soustavy) a mizí s rozpadem hradské soustavy. Arcikněz nebyl nadán jen spirituálními právy, ale měl i pravomoci veřejného žalobce (podle ustanovení Břetislavových dekret). Již v 11. a 12. století začaly vznikat i venkovské fary, nad kterými měl mít arcikněz zřejmě jistou pravomoc, nicméně tyto kostely vznikaly podle vlastnického principu a tato pravomoc se zřejmě nikdy neuplatnila. Emancipovaní biskupové Jindřich Zdík v Olomouci a Daniel I. v Praze velkofarní správu zcela nahradili správou pomocí arcijáhnů (děkanáty se objevují v 13. století zřejmě bez vazby na arcikněze). Toto razantní nahrazení arcikněží bylo do značné míry podmíněno, že i hradské kostely byly též vlastnické (Jindřich Zdík si je nechal darovat a přeměnil je na sídlo arcijáhna).